# Adam Emanuel z Valdštejna-Vartenberka
Adam Emanuel z Valdštejna-Vartenberka, též v německé podobě Waldstein-Wartenbergu (německy Adam Emanuel Graf von Waldstein-Wartenberg, 24. ledna 1803, Praha – 28. listopadu 1849 tamtéž) byl český šlechtic z mnichovohradišťské rodové linie rodu Valdštejnů. Sloužil v císařské armádě, kde dosáhl hodnosti plukovníka. 

## Život
Narodil se jako syn hraběte Emanuela Františka z Valdštejna-Vartenberka a jeho manželky Moniky Schorelové z Flandercenu, vdovy po svobodném pánu Adamu Emanuelovi z Schorelu. 
V mladém věku vstoupil do armády, sloužil jako poručík u 5. pluku husarů. V roce 1828 se stal rytmistrem v tehdejším 3. pluku švališérů hraběte O‘Reillyho, roku 1840 byl povýšen na majora, 12. února 1848 na podplukovníka a již v dubnu téhož roku se stal plukovníkem a velícím důstojníkem zmíněného pluku.  
V revolučních nepokojích v roce 1848 se energicky postavil proti prvním projevům maďarských separatistických tendencí a prorakouskými výzvami se snažil zabránit zamýšlenému spojení Sedmihradska a přispěl k rozšíření císařských barev do oblastí s románským a saským obyvatelstvem. V dubnu 1848 kvůli lidovým demonstracím byl ve štábu v Nagy-Enyedu (dnenší rumunský Ajud) vyhlášen stav pohotovosti po pokusech vzbouřeného lidu, jehož neklidnou náladu živilo radikální studentstvo, podporovaní národní gardou, přesvědčit armádu na svou stranu.  
V té době se plukovník Valdštejn vydal do Hermanstadtu (dnenší Sibiu), aby se zemskému veliteli představit jako nový armádní zástupce. Při večerním divadelním představení, které navštívil, pronesl jistý místní měšťan Kanicher, konzervativní projev na téma politické volby, který zakončil větou: „Jediná barva, kterou si lze vybrat, je černá a žlutá.“ Hrabě z Valdštejna využil momentální nálady a v divadle rozdával císařské kokardy. Následujícího dne přišla od nejvyššího vojenského velení depeše, aby Valdštejn okamžitě odjel do Vídně a dostavil se k ministrovi války. Když se vzbouření studenti v Ajudu dozvěděli o jeho odjezdu, shromáždili se před prázdným Valdštejnovým sídlem, aby vyjádřili své radikální názory uspořádáním posměšného koncertu.
Po svém odjezdu z Balkánu se již hrabě nemohl připojit ke svému pluku, částečně ze zdravotních důvodů. Jeho onemocnění bylo natolik vážné, že byl nucen odejít do výslužby a po dlouhé bolestivé nemoci v Praze zemřel 28. listopadu 1849 ve 47. roce života.

### Manželství a potomstvo
Hrabě z Valdštejna se 3. března 1832 oženil s hraběnkou Karolínou z Khevenhüller-Metsche (8. července 1810 – 14. prosince 1867), dámou Řádu hvězdového kříže. Z jejich manželství se narodili synové: 
- Emanuel Karel (21. 3. 1840, Vídeň – 13. 11. 1894, Praha)
- Josef Vincenc (6. 12. 1836, Ajud – 9. 2. 1929, Třebíč), který se stal politikem, člen panské sněmovny.